# Dominiek Spinnewyn-Sneppe
Dominiek Spinnewyn-Sneppe (Brugge, 12 september 1973) is een Belgisch Vlaams-nationalistisch politica voor het Vlaams Belang.

## Levensloop
Van opleiding licentiate in de godsdienstwetenschappen, werd Dominiek Sneppe beroepshalve lerares godsdienst. Na de geboorte van haar derde kind werd ze huismoeder.
Haar schoonvader Roger Spinnewyn was de oprichter en gouwleider van de West-Vlaamse afdeling van de Vlaamse Militanten Orde (VMO). Ook verschillende leden van haar schoonfamilie sloten zich aan bij het VMO en engageerden zich bij het Vlaams Blok, de voorloper van het Vlaams Belang. Zo was haar schoonbroer John Spinnewyn voor het Vlaams Blok van 1991 tot 2003 lid van de Kamer van volksvertegenwoordigers.
Dominiek Spinnewyn-Sneppe werd ook lid van het Vlaams Belang. Voor deze partij is ze sinds januari 2007 gemeenteraadslid van Zedelgem en was ze van 2018 tot 2019 provincieraadslid van West-Vlaanderen. Bij de federale verkiezingen van 26 mei 2019 werd ze vanop de tweede plaats van de West-Vlaamse VB-lijst eveneens verkozen in de Kamer van volksvertegenwoordigers. Enkele dagen na haar verkiezing in de Kamer veroorzaakte Spinnewyn-Sneppe commotie door zich in een interview uit te spreken tegen het homohuwelijk en adoptie door holebikoppels. Vervolgens legde de partijleiding van Vlaams Belang haar een tijdelijk spreekverbod met de pers op.
Als Kamerlid werd ze lid van de commissie Gezondheid en Gelijke Kansen en ging ze zich onder meer toeleggen op de aanpak van de coronacrisis in België. Bij de verkiezingen van 9 juni 2024 werd Spinnewyn-Sneppe verkozen voor een tweede termijn als Kamerlid.